# Blåbär
Blåbär (Vaccinium myrtillus L) är ett flerårigt ris med ätbara bär som är vanliga i det nordiska köket.

## Beskrivning
Blåbärsris är cirka 30 cm högt, undantagsvis ända upp till 70 cm. Det fäller löven på hösten. Stjälken är hård och vedartad. Därför klassas blåbärsris ibland som dvärgträd.
I Sverige blommar blåbärsris maj — juni. Bären, som heter blåbär likt växten,  är mogna i juli söderut; i augusti norrut. På småländska höglandet mognar de några veckor senare än i övriga Götaland.
Karta över blomningstider i Norden: .
Bären är normalt överdragna med en tunn vaxhinna, som skyddar dem mot fukt och uttorkning och ger dem en matt, ljusblå färg.
Fullmogna blåbär har ett saftigt fruktkött, som trots växtens namn är mörkt vinrött. Smaken är söt med obetydlig syra.
I svenska köket används bären bland annat i söta kakor, sylt och saft, och även som varm dryck i form av blåbärssoppa. 
Blåbär innehåller antioxidanter, bland annat 8 mg askorbinsyra per 100 g (rekommenderat dagsbehov 75 – 100 mg). Näringsinnehållet i bären är ringa, och som överlevnadskost är det huvudsakligen vätskeinnehållet som är av värde.
Kromosomtal 2n = 24.

### Hybrider
Mycket sällsynt förekommer en hybrid med lingon (Vaccinium vitis-idaea): (blingon, även kallad blågon, Vaccinium × intermedium Ruthe. Hybriden har vintergröna blad och violetta bär.

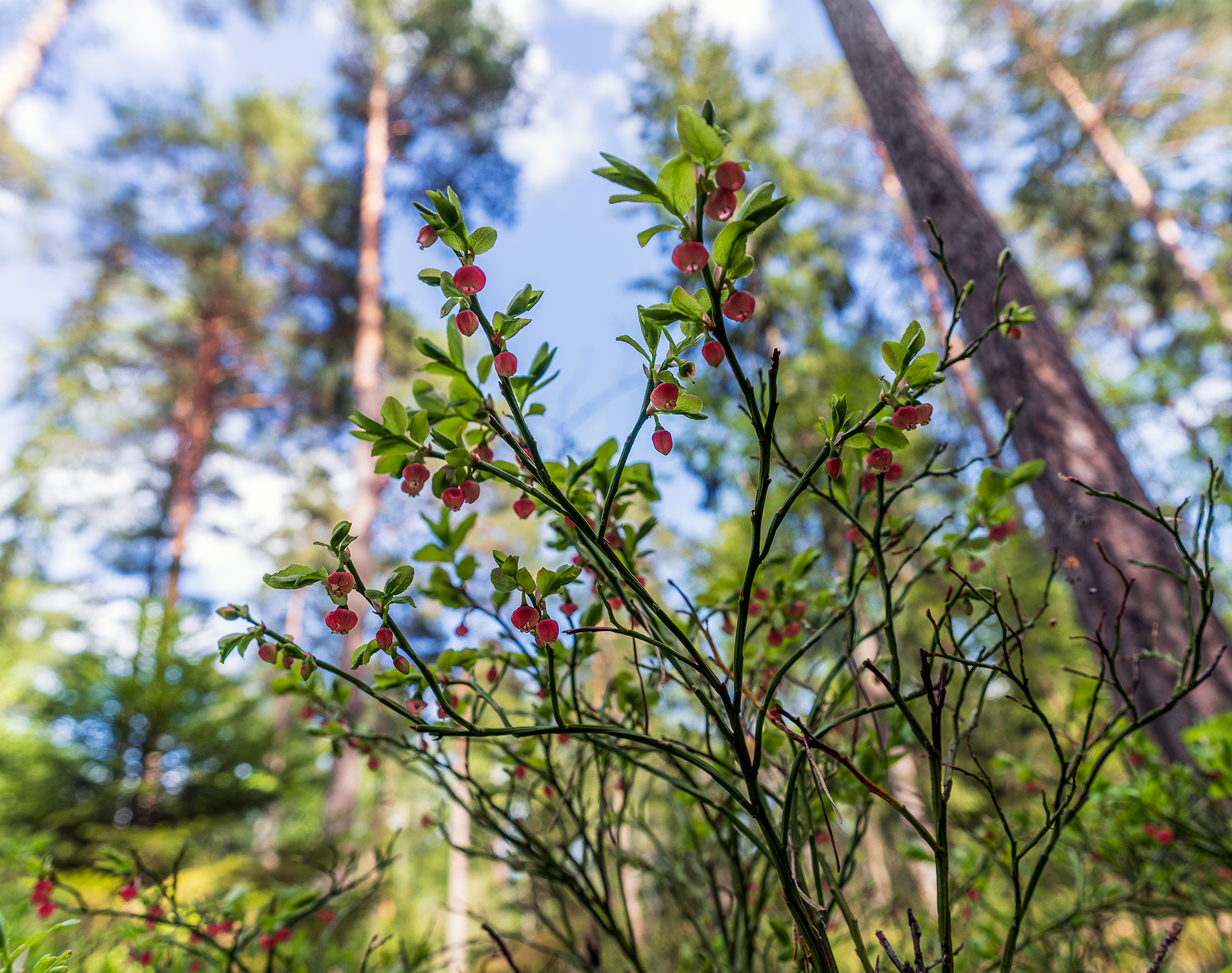
Blommande blåbärsris.
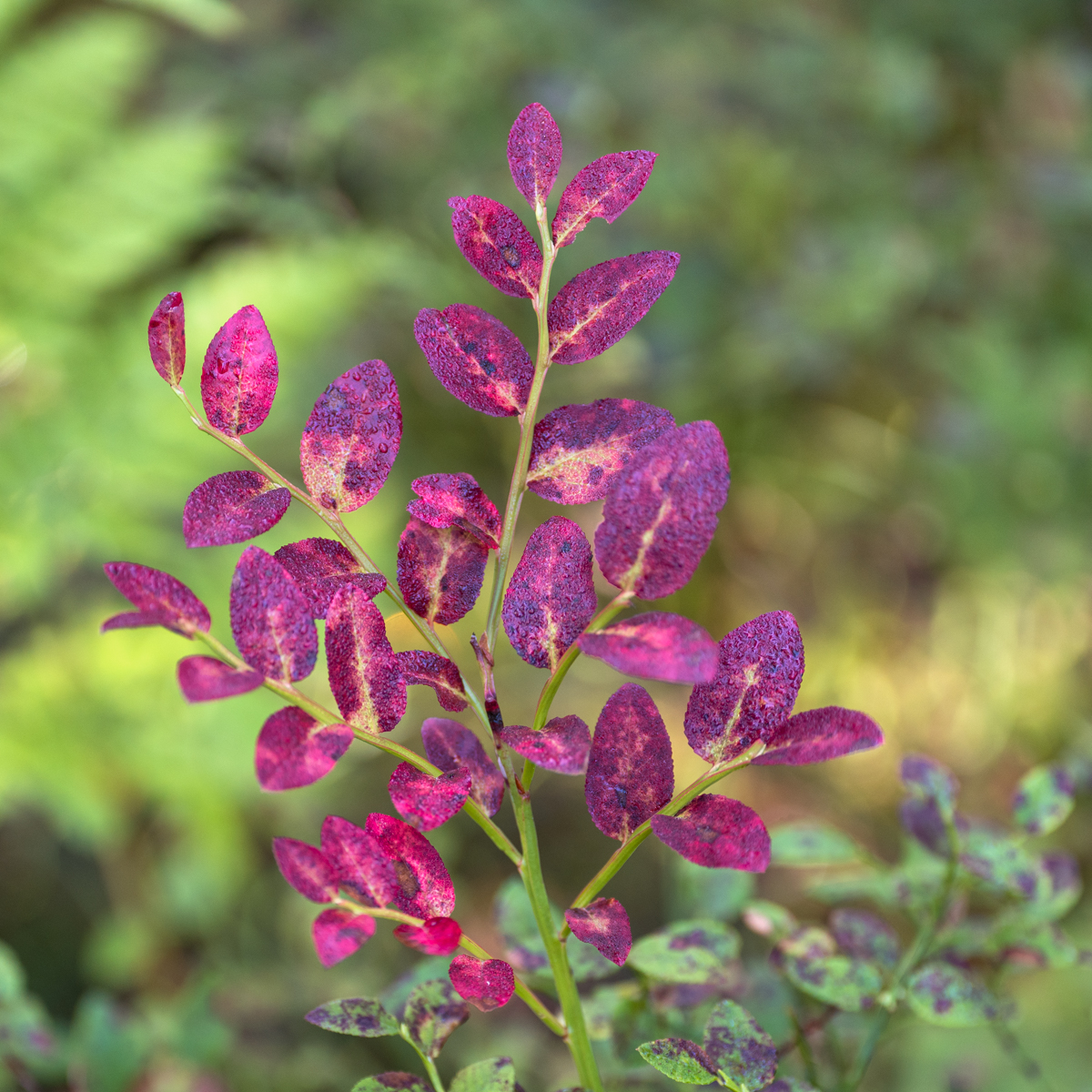
Blåbärsris i höstfärger.

## Habitat
Blåbärsris växer vilt i större delen av Europa och det finns även i några delar av Asien. Det täcker stora ytor av moskogar.
Blåbär är en av de allra vanligaste växterna i Sverige och täcker ca 11 % av landets skogsmarksareal 

### Utbredningskartor
- Norden
  - I Jotunheimen upp till 1 700 m ö h. I norra Norge till ca 1 000 m ö h
- Norra halvklotet
  - Ungefärlig gräns inlagd för Vaccinium oreophilum i Nordamerika
- Blomningstid i Norden

## Biotop
Blåbär trivs bäst i barrskog och är en typisk skuggväxt, där bladen vrider sig i riktning mot det starkaste ljuset. På torrare mark blir riset mindre högt och bären torrare och mindre välsmakande.

## Genetiska defekter
Vissa bär saknar anlaget för vaxöverdraget (eproinosum), och är därför blanka och svartblå. Sådana bär brukade kallas skomakarbär och ansågs giftiga eller oätliga, eftersom man trodde att djur urinerat på dem. I själva verket är de fullgoda. Varför skomakare förknippats med vaxlösa blåbär kan bero på att skomakaren gjorde skorna blanka och fina.
Sällsynt förekommer vita blåbär, Vaccinium f. leucocarpum som helt saknar anlaget för den blå färgen (eucocarbum). Om visst blåanlag dock finns, men är svagt, blir bären gröna och rosa.

## Förväxlingsarter
- Amerikanskt blåbär (Vaccinium corymbosum, på amerikansk engelska blueberry, och Vaccinium angustifolium) vilka är andra arter inom släktet. På amerikansk engelska heter det europeiska blåbäret bilberry.
- Blåbär förväxlas ibland med odon, men det finns väsentliga skillnader mellan dem. Bland annat är odonets trubbiga blad blådaggiga på undersidan och de tämligen smaklösa bärens saft är färglös, medan hos blåbär undersidan på de spetsiga bladen är grön och saften från bären är violett. Odonet har vidare trinda gråbruna grenar, medan blåbärets är gröna och kantiga. Odon är dessutom ofta mera högvuxet än blåbär och förekommer vanligen på fuktigare mark.
- Kråkbär växer ofta i samma miljöer som blåbär men skiljer sig genom sina barrliknande blad och bär som vanligen är mindre och mörkare. De är ätliga men har svag smak och används ibland för att dryga ut blåbär i sylt och saft.
- Bär av getrams, som är giftiga.

## Användning

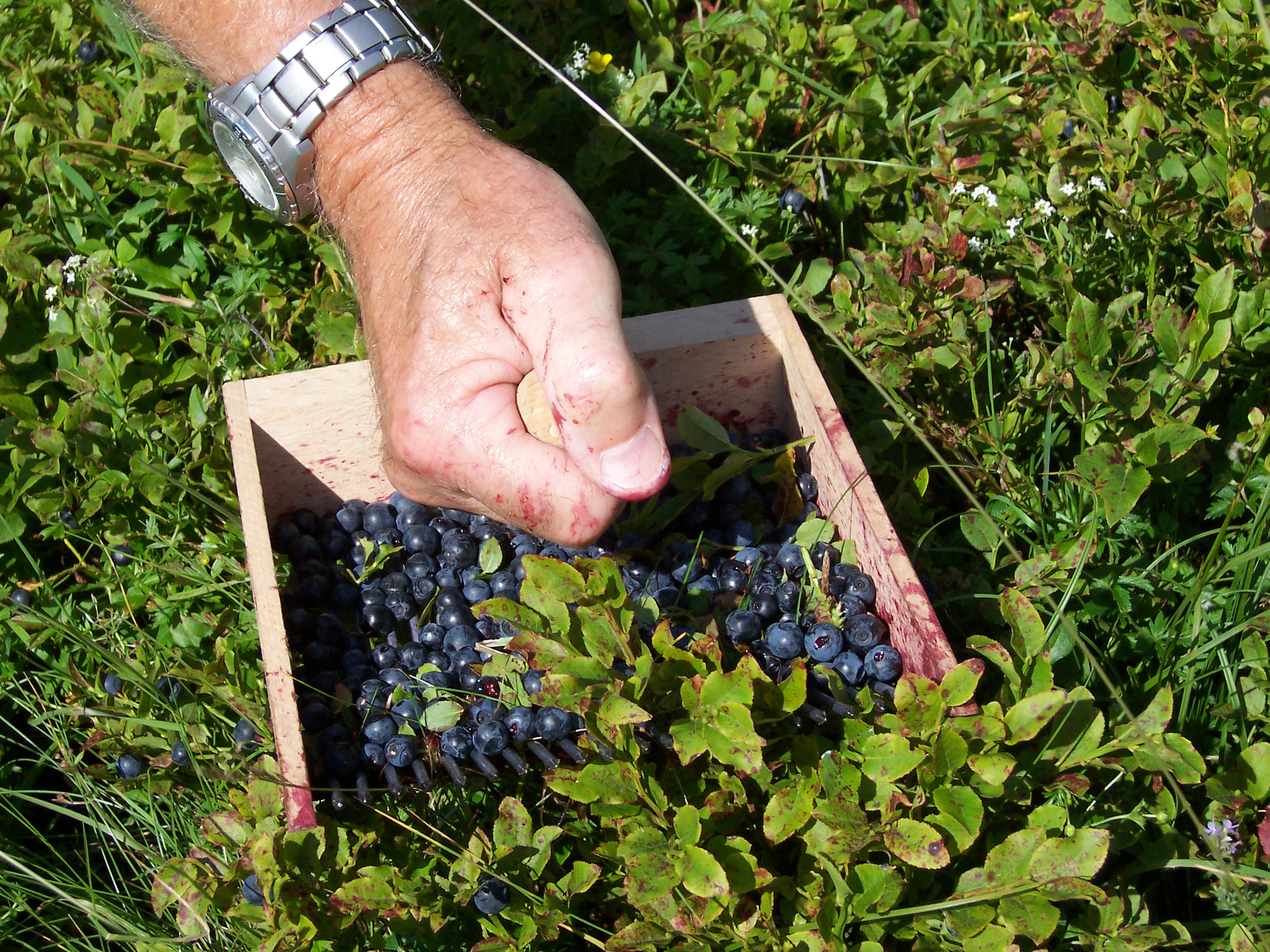
Blåbärsplockning med hjälp av en bärplockare

Blåbär är populära att ätas direkt utan tillagning, eller användas till exempelvis sylt, paj, saft, marmelad, kräm, tesurrogat, blåbärsvin och soppa.
Färska blåbär har kort hållbarhet, men i frystorkad form är hållbarheten mycket god. Det går också att plocka bladen från riset och torka för att sedan använda som te, bäst är att plocka bladen under våren. 

### Teknisk användning
Bären kan användas inom textilfärgning för färgning av ylle. Betat med alun ger de en lila eller rödaktig färg.[källa behövs] Blåbär har också använts för färgning av faner.[källa behövs] Blåbärsrisets innehåll av garvämnen har hantverksmässigt använts för läderbearbetning.[källa behövs] I gamla timrade hus smetade man ofta lera på innerväggarna (lerklining), som sedan vitkalkades. Därefter dekorerade man genom att spräcka blåbär mot väggen så att bärsaften gav en färgfläck i kalken.[källa behövs]

### Folkmedicin
Preparat med blåbärsantocyaniner används inom folkmedicin invärtes vid kapillärblödningar.  Blåbärsblad kan också användas som örtte som sägs vara bra mot diarré och magbesvär.
Aktiva ämnen är organiska syror (bensoe-, äppel-, bärnstens-, kinasyra), triterpensyror (ursol-oleanolsyra), garvämnen av katekintyp: neomyrtillin. Bären har vitamin P-effekt och hjälper mot diarré.[källa behövs] Aktiva ämnen är organiska syror (äppel-, citron-, kinasyra), garvämnen av tannintyp, antocyaninpigment (cyanin, delphinidin, malvidin, petunidin) samt retinol (A-vitamin) och askorbinsyra (C-vitamin). På apotek kunde man förr köpa Baccæ Myrtill som ansågs vara febernedsättande.

## Blåbär som nyckelart
Blåbär är en viktig växt för andra arters överlevnad, alltså en så kallad nyckelart. Riset betas av bland annat rådjur och älg, medan bären äts av en mängd olika fågelarter och björn. Tjäderkycklingar kan också hitta fjärilslarver på grenarna, vilket för dem är en mycket näringsrik föda. Blommornas nektar utnyttjas av humlor och fjärilar. Blåbär har alltså en stor betydelse för den biologiska mångfalden i skogen.

## Etymologi
- Vaccinium: Vergilius kallade en växt vaccinium, vilket antas ha inspirerat Linné att välja detta som släktnamn.
- Artepitetet myrtillus är latin för liten myrten.

## Bygdemål
| Namn                   | Trakt        | Referens | Folktro |
| ---------------------- | ------------ | -------- | --- |
| Klyngon, klyngen       | Skåne        | [ 9 ]    | |
| Slyngon                | ?            |          | |
| Om svarta, vaxlösa bär |              |          | |
| Årmslekber             | Västerbotten |          | Ormar har slickat bort vaxhinnan på svarta blåbär (Åm är en förvrängning av ordet orm i flera norrländska landskap.) |
| Häraslickebär          | Ångermanland |          | Harar har slickat bort vaxhinnan på svarta blåbär                                                                    |
| Skomakarbär            | Allmänt      |          | |
| —                      | ?            |          | Kor eller rävar har urinerat på bären                                                                                |

## Uttryck
Uttrycket blåbär som används på nybörjare eller amatörer inom sport härstammar från 60-talet. Mindre duktiga åkare i Vasaloppet stannade gärna vid stationerna med blåbärssoppa och spillde lite vid varje tillfälle så vid målgång såg de till slut ut som "blåbär". 
Uttrycket har även äldre anor. I bondesamhället var alla vuxna upptagna med skörden medan barnen fick andra sysslor. En syssla som inte krävde muskelkraft eller erfarenhet var att plocka bär i skogen. Skördetid och bärtid sammanföll varför de yngsta och minst erfarnas arbetskraft togs till vara genom att låta dem plocka blåbär, därav uttrycket att en oerfaren är ett "blåbär".[källa behövs]